# جيمس بيل
جيمس بيل (بالإنجليزية: James Bell) (1 يناير 1883 - 1 يناير 1962) هو لاعب كرة قدم بريطاني (وحمل سابقاً جنسية المملكة المتحدة لبريطانيا العظمى وأيرلندا) في مركز مهاجم داخلي.